# Salah Abdeslam
Salah Abdeslam (arabsky: صلاح عبد السلام‎ ; * 15. září 1989 Brusel) je francouzsko-marocký islámský terorista, který se stal známým především jako jeden z hlavních strůjců teroristických útoků v Paříži dne 13. listopadu 2015, při nichž bylo zabito 130 lidí. Později, 18. března 2016 byl zatčen belgickou policií a 27. dubna byl vydán do Francie.

## Život
Narodil se 15. září 1989 v Bruselu, hlavním městě Belgie. Jeho rodiče jsou přistěhovalci ze severoafrického Maroka. Má dva bratry, Ibrahima a Mohameda. Žil v bruselské čtvrti Molenbeek-Saint-Jean, mediálně známé jistou mírou sociálního vyloučení spojenou s významným podílem muslimských imigrantů. Zde se spřátelil s další významnou postavou teroristických útoků v Paříži, Abdelhamidem Abaaoudem. V letech 2009 až 2011 se živil jako mechanik v bruselské dopravní společnosti, odkud byl ale nakonec propuštěn kvůli špatné pracovní morálce. Od roku 2010 spáchal řadu přestupků a trestných činů, zahrnující nelegální přechovávání psychotropních látek či vloupání, za které byl odsouzen do vězení.
V době před útoky se radikalizoval, což bylo dáno především intenzivním navázáním kontaktů s Abaaoudem, který se v roce 2014 vrátil z Islámského státu. Samotný Salah Abdeslam byl v roce 2015 identifikován celkem v šesti zemích Evropské unie, při cestě do Maďarska projížděl začátkem roku 2015 i přes Českou republiku. Již před pařížskými teroristickými útoky byl zmíněn belgickými zpravodajskými službami v seznamech osob podezřelých z terorismu.

## Teroristické útoky v Paříži
Salah Abdeslam byl zapojen do teroristických útoků v Paříži ze 13. listopadu 2015 vytvořením zázemí pro vykonavatele útoků. Pronajímal jim byty, hotelové pokoje a několik automobilů; v jednom z nich odvezl útočníky k pařížskému klubu Bataclan, kde teroristé následně zavraždili přes 80 osob. Při útocích se odpálil i Salahův bratr Ibrahim. Ačkoliv sám Salah Abdeslam listopadové pařížské útoky přímo neprováděl, měl na nich značný strategický podíl a záhy se stal jednou z nejhledanějších osob v Evropě.
Okamžitě po útocích opustil Francii a spekulovalo se o jeho možném útěku do Sýrie, na území Islámského státu. Později se ale ukázalo, že se po celou dobu skrýval v Bruselu, nejčastěji ve čtvrti Molenbeek. Zde policie provedla v druhé polovině listopadu a v prosinci 2015 několik rozsáhlých zátahů na osoby spjaté s teroristickými útoky v Paříži, při kterých policisté zadrželi desítky lidí spojené s terorismem. Abdeslam, který byl hlavním cílem zátahů, při nich ale opakovaně těsně unikal. Je považován za jediného přeživšího účastníka pařížských teroristických útoků ze 13. listopadu 2015.
Dne 18. března 2016 byl zadržen při policejní razii právě v bruselské čtvrti Molenbeek. Před zadržením byl lehce postřelen poté, co se snažil policii uprchnout. O den později byl propuštěn z nemocnice v Saint-Pierre a v následujících dnech se zúčastnil výslechů belgické policie. Při nich uvedl, že se chtěl v rámci listopadových teroristických útoků odpálit na stadionu Stade de France, kde v té době probíhal fotbalový zápas mezi Francií a Anglií. Jeho výpověď přinesla také důležité informace o dalších členech rozsáhlé teroristické sítě a jejím fungování. Po teroristických útocích Islámského státu v Bruselu dne 22. března 2016, jen čtyři dny po Abdeslamově zadržení, vyslovili představitelé některých tajných služeb možnou souvislost těchto dvou událostí.
Dne 27. dubna 2016 byl Abdeslam vydán k trestnímu stíhání do Francie. Francie ho ihned obvinila z členství v teroristické organizaci, z vražd, z únosu a z držení výbušnin a zbraní.
Dalším vyšetřováním vyšlo najevo, že Abdeslam v létě roku 2015 třikrát navštívil Budapešť, odkud převezl do západní Evropy nejméně 13 teroristů vycvičených Islámským státem, včetně tří pozdějších útočníků v Bataclanu. Teroristé pronikli do Maďarska ze Srbska ukrytí mezi uprchlíky a na cestě několikrát využili pomoci humanitárních pracovníků – mj. k získání maďarských SIM karet či k přenocování.
Dne 29. června 2022 byl odsouzen k doživotnímu trestu odnětí svobody bez možnosti propuštění.